# مظفر نوري
مظفر نوري فتحي (1 يوليو 1948-4 يوليو 2007) هو لاعب كرة قدم عراقي، لعب مع منتخب العراق لكرة القدم بين عامي 1967 و1971. توفي في 4 يوليو 2007.